# Customers Bancorp
Customers Bancorp, Inc. es un holding bancario que cotiza en bolsa y matriz de Customers Bank. Tuvo una oferta pública inicial en NASDAQ en 2013 bajo el nombre de cotización "CUBI". La empresa tiene su sede en West Reading, Pensilvania y Jay Sidhu es presidente y director ejecutivo.

## Historia
En junio de 1997, Ken Mumma fundó New Century Bank como un banco privado en Phoenixville, Pensilvania. Tenía cinco sucursales en Pensilvania. El banco tenía alrededor de 265 millones de dólares en activos totales y 229 millones de $ en depósitos en 2009, sin embargo, de su cartera de préstamos de 226 millones de $, 186 millones de $ estaban relacionados con bienes raíces y se consideraron préstamos incobrables en medio de la Gran Recesión. Jay Sidhu fue contactado por New Century Bank después de que expirara su acuerdo de no competencia con Sovereign Bancorp y fue nombrado miembro de la junta del banco y presidente de su comité ejecutivo en mayo de 2009. El mes siguiente, Sidhu fue anunciado como presidente y director ejecutivo después de ayudando al banco a recaudar 13.6 millones de $ en capital.
New Century Bank cambió su nombre a Customers 1st Bank en abril de 2010 y anunció un plan de cambio de marca además de abrir cuatro sucursales. Customers 1st Bank informó tener 500 millones de $ en activos en ese momento. Adquirió todos los depósitos y activos de Port Chester, Nueva York , con sede en USA Bank en julio de 2010. El mes siguiente, un tribunal federal dictaminó que el nombre de Customers 1st Bank infringía la marca comercial de Alliance Bank y lo renombró como Clientes EE. UU. El banco también anunció la compra de Berkshire Bancorp y su subsidiaria Berkshire Bank, así como la adquisición de ISN Bank en Cherry Hill, Nueva Jersey en 2010.
Sus accionistas aprobaron la formación de una sociedad de cartera bancaria conocida como Customers Bancorp, Inc. en septiembre de 2011. Sidhu anunció planes para presentar una oferta pública inicial de 115 millones de $ en 2012. La compañía había presentado la documentación por primera vez en abril. 2011 y los banqueros de inversión le informaron que no obtendría el precio que buscaba. Customers Bancorp luego recaudó $ 100 millones de los inversores y se hizo público el 17 de mayo de 2013 vendiendo el 55 por ciento de sus acciones en el mercado de valores NASDAQ, con la expectativa de recaudar un total de 97,75 millones de $.
Customers Bancorp acordó comprar Higher One Holdings de New Haven, Connecticut por 42 millones de $ en 2016. La compañía trasladó su sede de Wyomissing a West Reading, Pensilvania en 2019. Se informó que tenía 11,7 mil millones de $ en activos en ese momento.
T-Mobile anunció una asociación con BankMobile en abril de 2019 para presentar un servicio bancario para sus clientes inalámbricos. En ese momento, BankMobile era considerado uno de los bancos de más rápido crecimiento en los Estados Unidos.